# 东姓
东姓，是漢字姓氏。現在东姓散居於江苏海门、天津静海、黑龙江、河北、辽宁、甘肃、青海等地，唯人數不多。

## 源流

### 漢族
传为伏羲后裔。一说是源自舜的七友之一东不訾（或说是东不识）之后代。一说是源自东蒙氏之后代。

### 其他民族
- 源自遷移至中原的高句丽人中。
- 源自土族的什东加衍生。
- 源自台湾原住民、满族、蒙古族等民族中的漢姓。

## 外部連結
[在维基数据编辑]
 《百家姓》
 《欽定古今圖書集成·明倫彙編·氏族典·東姓部》，出自陈梦雷《古今圖書集成》